# Schaffhausen kanton
Schaffhausen (svájci német dialektusban Schafuuse, franciául Schaffhouse, olaszul Sciaffusa, rétorománul Schaffusa) Svájc legészakibb kantonja. Lakossága 2012-ben 77 955 fő volt, akiknek döntően német az anyanyelve. Székhelye Schaffhausen.

## Története

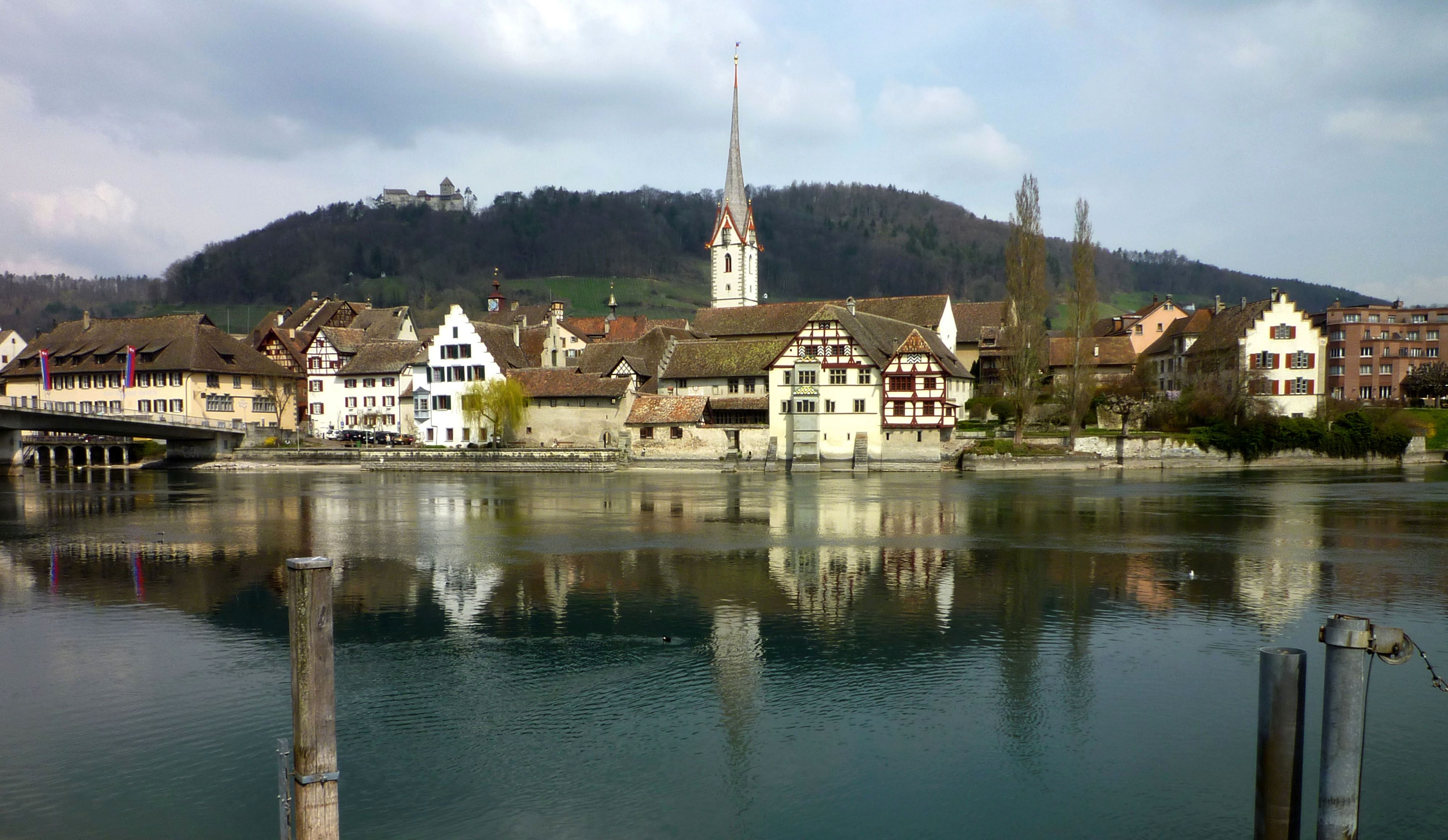
Stein am Rhein

Schaffhausen a kora középkortól önálló városállam volt Villa Scafhusun néven, 1045-től saját pénzt is vert. 1049-ben Eberhard von Nellenburg gróf bencés kolostort alapított a területén. 1330-ban az addig független város a Habsburgok tulajdonába került. 1415-ben, miután a konstanzi zsinaton IV. Frigyes osztrák herceg XXIII. János antipápa pártjára állt, Zsigmond császár kiátkozta. A nehéz helyzetbe és pénzzavarba került hercegtől 1418-ban a schaffhauseniek megvásárolták függetlenségüket. A város 1454-ben szövetségre lépett a Ósvájci Konföderáció hat kantonjával, 1479-ben pedig két továbbival, Uri és Unterwalden kantonokkal is. 1501-ben teljes jogú tagja lett a konföderációnak.
Az első vasutat 1857-ben építették Schaffhausenben. A kanton alkotmányát 1876-ban fogadták el, 1895-ben módosították.
1944-ben a német határ melletti Schaffhausent az amerikai légierő tévedésből lebombázta.

## Földrajza

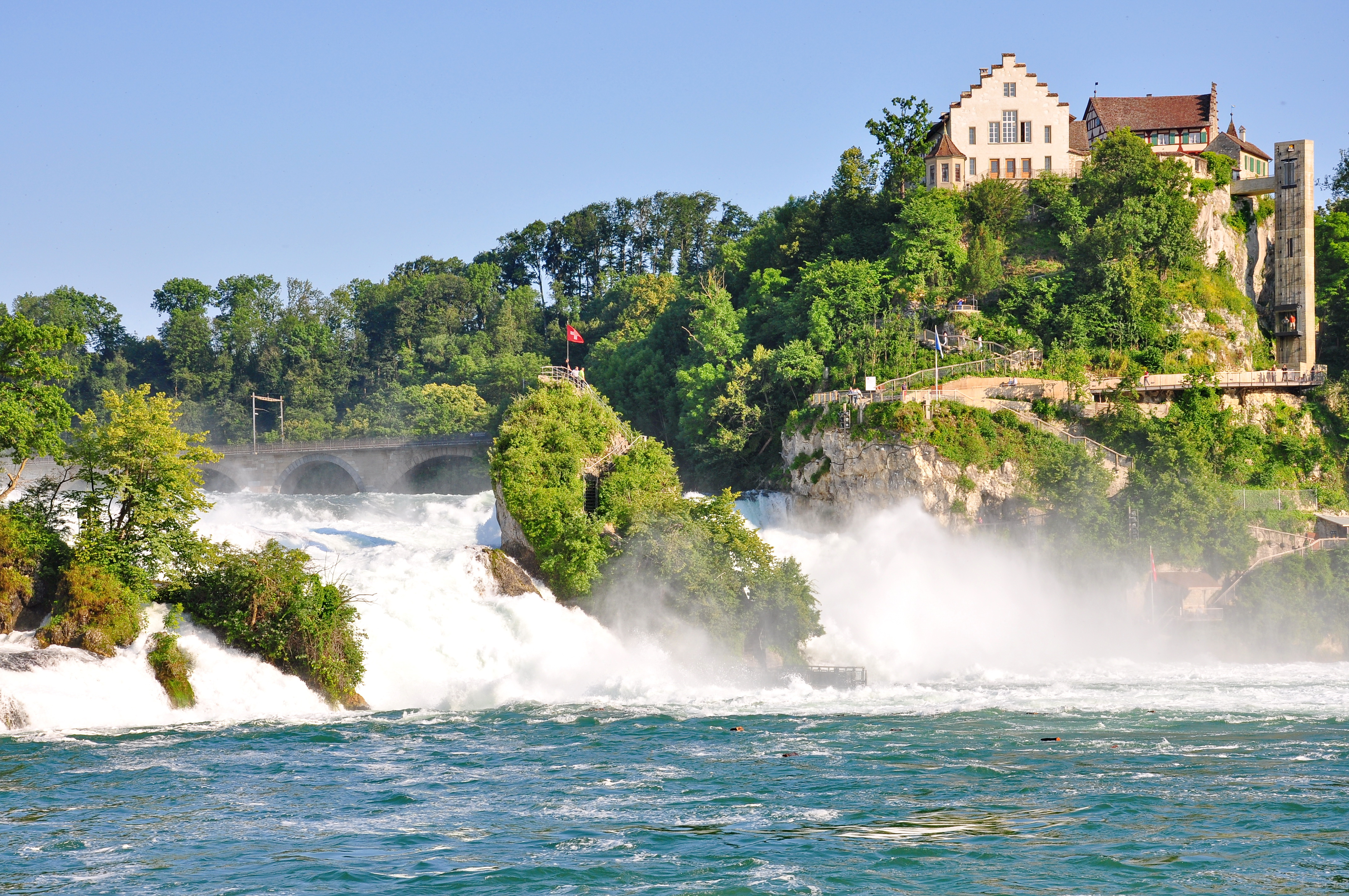
A Rajna-vízesés és a Laufeni vár

Schaffhausen Svájc legészakibb kantonja, délről Zürich és Thurgau kantonokkal, minden más irányban pedig Németországgal határos. 298 km²-nyi területét a Rajna szinte teljes egészében elválasztja Svájc többi részétől, Stein am Rhein kisváros egy részének kivételével. A kantontól közvetlenül keletre terül el a Bodeni-tó, ahol a Rajna ered. A kanton területéből 134,4 km² (45%) mezőgazdasági terület, míg 128,7 km² (43%) erdő. A megmaradó rész döntően lakott terület (31.8 km², kb 10%), és csak 3.8 km² (1,3%) a folyók, tavak, hegyek aránya.
A kanton területe, rendhagyó módon, három, egymástól különálló részből tevődik össze:  A legnagyobb, középső részhez tartozik a kanton székhelye, Schaffhausen városa, valamint egy német exkláve, Büsingen városa. Ettől nyugatra fekszik Rüdlingen-Buchberg kerület, keletre pedig a Ramsen és Stein am Rhein együttese.
Schaffhausen kanton területének legnagyobb része a Randen hegység fennsíkján fekszik. Legmagasabb pontja 912 méterrel van a tengerszint fölött. A kanton területén fekszik Európa legnagyobb síksági vízesése, a Rajna-vízesés.

## Közigazgatás

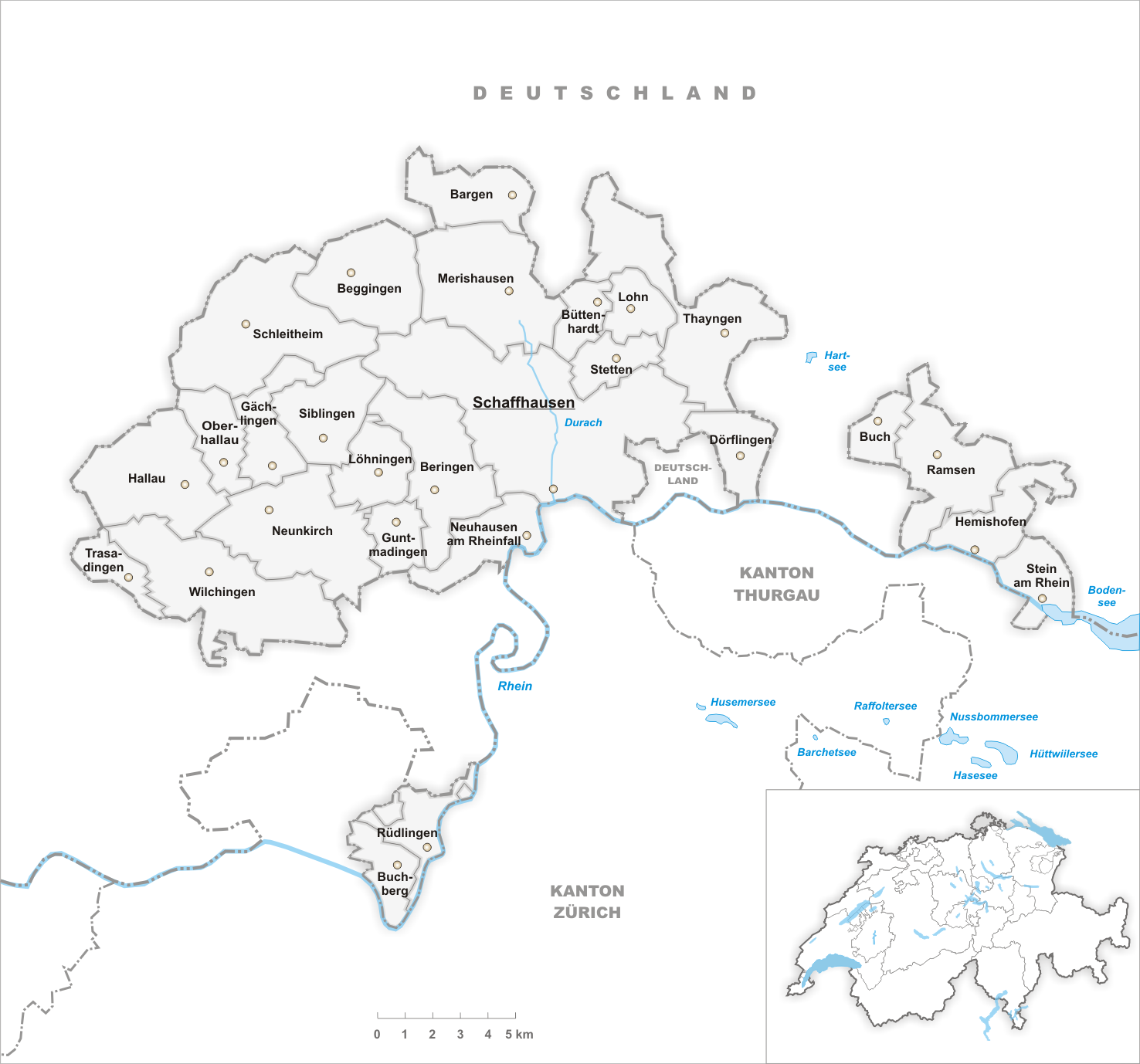
Schaffhausen kanton önkormányzatai

A kantont 27 önkormányzatra osztják:
| - Bargen - Beggingen - Beringen - Buch - Buchberg - Büttenhardt - Dörflingen - Gächlingen - Guntmadingen - Hallau - Hemishofen - Lohn - Löhningen - Merishausen | - Neuhausen am Rheinfall - Neunkirch - Oberhallau - Ramsen - Rüdlingen - Schaffhausen - Schleitheim - Siblingen - Stein am Rhein - Stetten - Thayngen - Trasadingen - Wilchingen |

## Népessége

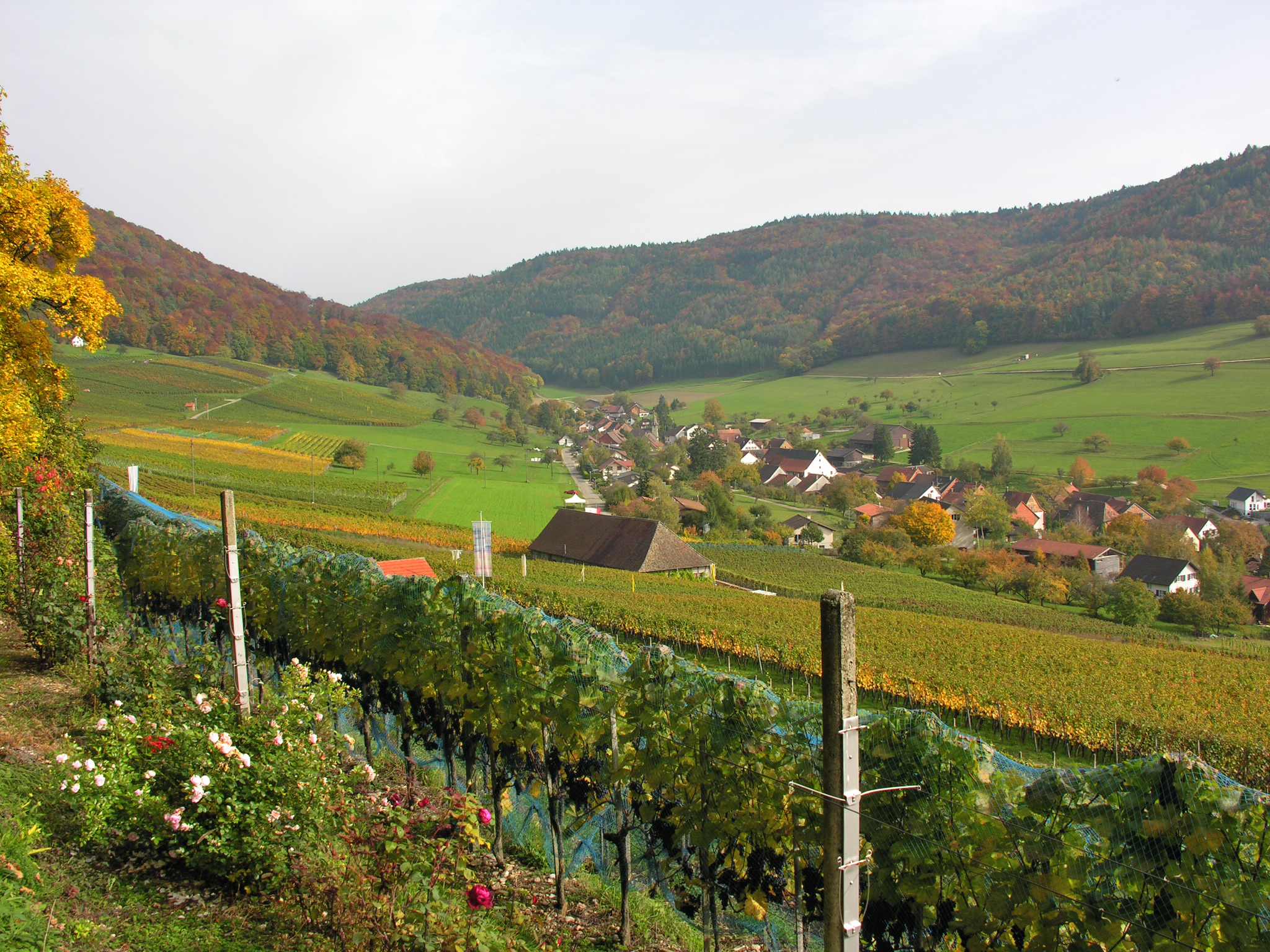
Osterfingeni szőlők

A kantonban a 2012. december 31-i adatok alapján 77 955-en éltek. 2007-ben 16 323 fő, a teljes lakosság 21,9%-a volt külföldi állampolgár. 2012-ben 25 990-en evangélikusnak, 14 688-an római katolikusnak, 14789-en pedig vallás nélkülinek mondták magukat.

## Gazdasága
Schaffhausen a Zürichi Gazdasági Régióba (Zürcher Wirtschaftsraum) tartozik, gazdasága ennek megfelelően integrálódott. A mezőgazdaságban jelentős a bortermelés, különösen a fehér rajnai rizlingek készítése. Az ipart a gépgyártás, óra- és ékszergyártás, valamint kisebb mértékben textil-, bőr-, üveg-, cement-, papírgyártás és vegyipar jellemzi. A kanton nagy részét a rheinaui vízierőmű látja el elektromos energiával. A kanton legnagyobb cégei a Tyco International, a Tyco Electronics, a Schweizerische Industrie Gesellschaft, a Georg Fischer AG, az International Watch Company és a Cilag AG.

## Fordítás
- Ez a szócikk részben vagy egészben  a   Canton of Schaffhausen című angol Wikipédia-szócikk ezen változatának fordításán alapul.  Az eredeti cikk szerkesztőit annak laptörténete sorolja fel. Ez a jelzés csupán a megfogalmazás eredetét és a szerzői jogokat jelzi, nem szolgál a cikkben szereplő információk forrásmegjelöléseként.